# Mazenhoven (natuurgebied)
Mazenhoven is een natuurgebied in het Rivierpark Maasvallei, gelegen ten oosten van Eisden en ten zuiden van Leut. Het gebied is vernoemd naar het gelijknamige gehucht dat nabij het gebied ligt. Het gebied is Europees beschermd als onderdeel van Natura 2000-gebied (habitatrichtlijngebied 'Uiterwaarden langs de Limburgse Maas en Vijverbroek' (BE2200037)).
In 2010 werd in de uiterwaard een nevengeul gegraven, waarlangs Maaswater in de ten zuiden van het gebied gelegen grindplas kon stromen. Dit had een positief effect op de reeds aanwezige vegetatie met planten als kleine kaardebol, poelruit en wilde marjolein.
Het gebied is ontsloten door een gemarkeerde wandeling.